# Töre
Töre är en tätort i Töre distrikt i Kalix kommun och kyrkby i Töre socken. Töre ligger 25 kilometer väster om tätorten Kalix efter E4 och är den största tätorten på Kalix landsbygd.

## Om orten
Här finns ICA Nära, bensinstation, restauranger, handelsträdgård, kyrka, F-6 skola med cirka 115 elever, förskolor, räddningstjänst, äldreomsorg och Töre busstation med direktbussförbindelser med Haparanda, Kiruna, Luleå och Umeå.
Ett hembygdsmuseum finns på Hyttgården som drivs av Töre hembygdsförening.

### Töre Folkets hus
I Töre finns det ett Folkets hus, vars verksamhet startade i oktober år 1935.

### Hamn
I Töre finns Sveriges nordligaste djuphamn, Töre hamn, och den nordligaste punkten på Bottenviken finns även här.

## Historia
Töre började växa ordentligt i början av 1800-talet när Törefors bruk anlades 1799 av friherre Samuel Gustaf Hermelin. Bruket bestod från början av sågverk, smedja och kvarn. Sedermera tillkom också Norrlands största masugn och Norrbottens första malmbana. Bruket blev en viktig plats i Bottenviken och satte Töre på kartan. Sju byggnader i originalskick från bruket finns idag kvar på hembygdsområdet mitt i kyrkbyn. 
I mitten av 1970-talet fick Töre ett uppsving tack vare att mycket ny bebyggelse tillkom och fler företag valde att etablera sig på orten. Sedan mitten på 1990-talet har Töre varit ett sovsamhälle.
Handelsbanken och Swedbank hade bankkontor i Töre till ungefär år 1999.
2002 stängdes tandläkarmottagningen. Konsum hade även affär i Töre, som lades ner 2006.
Töres biblioteksverksamhet stängdes den 18 november 2019. Redan 2015 fanns planer på att lägga ned biblioteket, men blev inte verklighet då. År 2015 fick Kalix kommun motta ubåten HMS Spiggen från Försvarsmakten till minne av ubåtsjakten i Törefjärden på 1980-talet. 

### Utbildning
År 2008 fick eleverna från Töre högstadium övergå till Manhemsskolan.

### Befolkningsutveckling

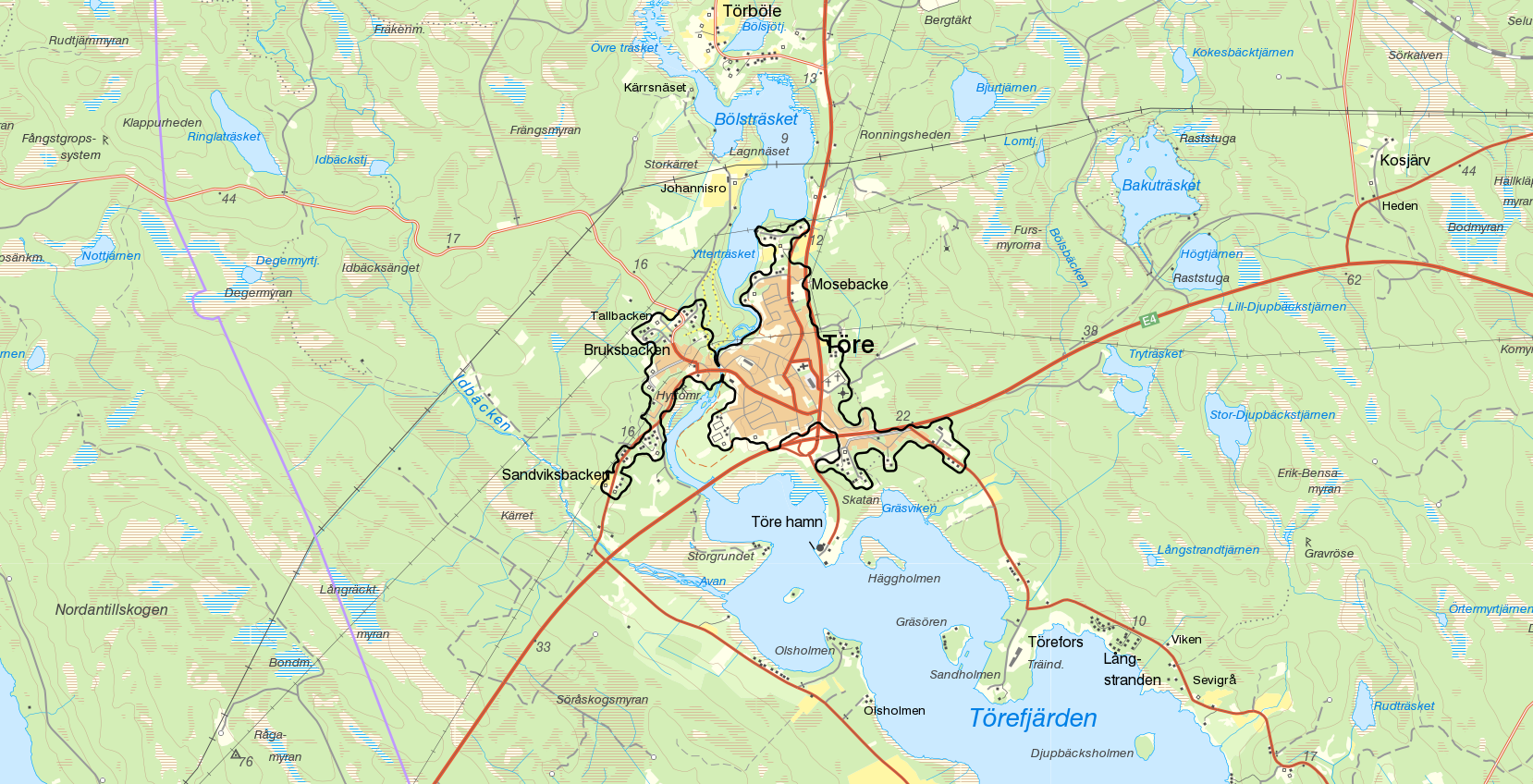
Den av Statistiska centralbyrån avgränsade tätorten Töre, med gränserna från tätortsavgränsningen 2015 i svart.

| Befolkningsutvecklingen i Töre 1950–2020 | Befolkningsutvecklingen i Töre 1950–2020 | Befolkningsutvecklingen i Töre 1950–2020 | Befolkningsutvecklingen i Töre 1950–2020 | Befolkningsutvecklingen i Töre 1950–2020 |
| --- | ---------------------------------------- | ---------------------------------------- | ---------------------------------------- | ---------------------------------------- |
| |                                          |                                          |                                          |                                          |
| År |                                          |                                          | Folkmängd                                | Areal (ha)                               |
| 1950 | 1950                                     |                                          | 1 253                                    | ##                                       |
| 1960 | 1960                                     |                                          | 1 249                                    |                                          |
| 1965 | 1965                                     |                                          | 1 134                                    |                                          |
| 1970 | 1970                                     |                                          | 997                                      |                                          |
| 1975 | 1975                                     |                                          | 1 061                                    |                                          |
| 1980 | 1980                                     |                                          | 1 339                                    | 259                                      |
| 1990 | 1990                                     |                                          | 1 410                                    | 262                                      |
| 1995 | 1995                                     |                                          | 1 393                                    | 261                                      |
| 2000 | 2000                                     |                                          | 1 244                                    | 261                                      |
| 2005 | 2005                                     |                                          | 1 146                                    | 259                                      |
| 2010 | 2010                                     |                                          | 1 099                                    | 261                                      |
| 2015 | 2015                                     |                                          | 1 051                                    | 218                                      |
| 2016 | 2016                                     |                                          | 1 061                                    | 218##                                    |
| 2020 | 2020                                     |                                          | 1 000                                    | 221                                      |
| Anm.: ## Som tätort/befolkningsagglomeration 1920–1950. ## Arean 31 december 2016, 2017 och 2018 fortsatt samma som avgränsades som tätort 2015. |                                          |                                          |                                          |                                          |

## Töre i film
Delar av filmerna Så som i himmelen och Frostbiten, har spelats in på olika platser i Töre med omnejd.